# Серена (порноактриса)
Серена (англ. Serena, род. 20 февраля 1951, США) — американская порноактриса, член Залов славы XRCO и AVN. Настоящее имя — Серена Робинсон (англ. Serena Robinson).

## Биография
Будучи подростком, сбежала из дома и устроилась визажисткой. Карьеру в секс-индустрии начала с позирования для мужских журналов, затем перешла в фильмы. С 1970 по 1988 год снялась более чем в 110 порнофильмах, среди них: Sweet Cakes (1976), Fantasm Comes Again (1977), Sensual Encounters of Every Kind (1978), Dracula Sucks (aka Lust At First Bite) (1978) и The Ecstasy Girls (1979).
В 1978 году журнал Playboy опубликовал интервью с Сереной вместе с другими «ведущими актрисами фильмов для взрослых». В 1979 году снялась в криминальной драме Hardcore (в титрах не указана). Встречалась с Уорреном Битти. По последним данным, Серена жила в области залива Сан-Франциско и позиционировала себя как художница.
Была введена в Зал славы XRCO как «пионер порнофильмов».

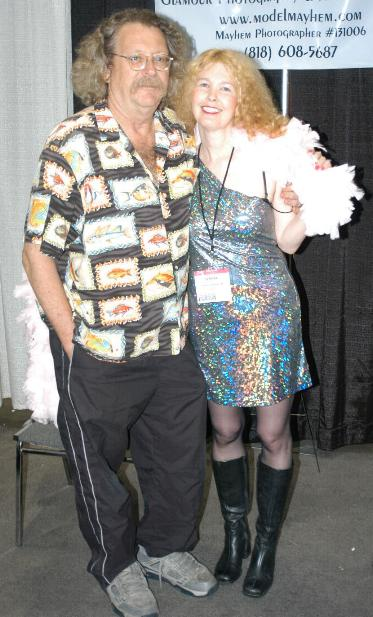
Серена вместе с Биллом Маргольдом, бывшим директором Коалиции за свободу слова и соучредителем организаций XRCO и FOXE, Erotica LA, 2006 год

Состояла в браке с Томасом Блаклордом (Thomas Blaquelord), брак закончился разводом. У пары есть ребёнок.

## Дополнительные источники

### Интервью
- Hustler (USA) July 1983, by: Jamie Gillis & Lisa DeLeeuw, «Are Porn Stars Really Good in Bed?»
- High Society (USA) March 1983, «What Ever Happened to Serena?»
- Adult Cinema Review (USA) January 1983, Vol. 2, Iss. 7, pg. 38+40+42+44-46+48+86-88, by: Sindi Sorrell, «Serena’s Scrapbook: Staying *Saucy in Sausalito--The retired Queen of Kink regales our editor with lustful tales of yore.»

### Статьи
- Metasex (USA) 2001, Vol. 1, Iss. 4, pg. 54-55, by: Michelle Clifford, «The Dynamic Duo, Serena and Jamie Gillis»
- Cinema-X Review (USA) March 1981, Vol. 2, Iss. 3, pg. 24-26, by: Serena, «Serena Shares Serena»

### Иллюстрации
- High Society (USA) March 1991, «Porn Star Hall of Fame»
- High Society (USA) May 1986
- The Very Best of High Society (USA) 1986, Vol. 1, Iss. 4, pg. 81-86, «Serena: Brush Strokes»
- Eros Sex Stars (USA) February 1985, Vol. 1, Iss. 5, pg. 23-29, by: The POM Agency, «Her Highness Serena»
- Mr. February (USA) February 1984
- Expose! (USA) September 1983, Vol. 3, Iss. 7, pg. 46-53, by: n/a, «Serena»
- Erotic Film Guide (USA) July 1983, Vol. 1, Iss. 7, pg. 20-25, by: Sneed Hearn, «Serena & Jamie: together again»
- Eros (USA) May 1983
- High Society (USA) April 1983, by: Bruce Kennedy
- Mr. April (USA) April 1983
- High Society (USA) March 1983, by: Don Lau, «What Ever Happened to Serena?»
- Adult Cinema Review (USA) January 1983, Vol. 2, Iss. 7, pg. 38-51, «Serena’s Scrapbook: Staying Saucy in Sausalito…»
- Harvey (USA) December 1981
- Velvet Talks (USA) August 1981
- Eros (USA) May 1981
- Playboy (USA) November 1980, Vol. 27, Iss. 11, pg. 180, by: Arthur Knight, «Sex In Cinema 1980»
- Club (USA) August 1980, by: Serge Jacques
- Cinema-X Review (USA) April 1980, Vol. 1, Iss. 4, pg. 49-53, by: Ted Snyder, «Serena»
- Playboy (USA) November 1979, Vol. 26, Iss. 11, pg. 180, by: Arthur Knight, «Sex In Cinema 1979»
- Playboy (USA) December 1978, Vol. 25, Iss. 12, pg. 245, by: Jim Harwood, «Sex Stars Of 1978»
- Mr. November (USA) November 1978
- Playboy (USA) July 1977, Vol. 24, Iss. 7, pg. 136, «The New Girls Of Porn»
- Pix (USA) June 1975, Vol. 1, Iss. 6

### Фото на обложках журналов
- Erotic Film Guide (USA) July 1983, Vol. 1, Iss. 7
- Eros (USA) May 1983
- Cinema-X Review (USA) April 1980, Vol. 1, Iss. 4
- Pix (USA) June 1975, Vol. 1, Iss. 6